# موریس پلینز، نیوجرسی
موریس پلینز (به انگلیسی: Morris Plains) شهری در ایالت نیوجرسی کشور ایالات متحده آمریکا است که جمعیت آن در سرشماری سال ۲۰۱۰ میلادی، ۵٬۵۳۲ نفر بوده‌است.